# All Purpose Electronic X-Ray Computer
Ein All Purpose Electronic X-Ray Computer (APEXC) ist eine frühe Serie von einfach strukturierten Computern, die ab 1952 von Andrew D. Booth am Birkbeck College in London entwickelt wurden. Seit 1943 forschte er im Bereich der Kristallstrukturanalyse. Es gab verschiedene Modelle und das X im Namen wurde bei späteren Modellen durch einen anderen Buchstaben ersetzt. So spricht man auch von der APEC-Serie.

## Modelle
- APEXC (London, ab 1952, später weiterentwickelt), Bedienung per Lochkarten
- APENC (N für Norwegen, Oslo), dito
- APEHC (H für Hollerith), Bedienung per Fernschreiber (Lochstreifen)
- APERC (R für Rayon)
- UCC (University College, London, 1956)
- MAC (Magnetic Automatic Calculator, 1955)
- HEC 1-HEC 4 (Hollerith Electronic Computer, etwa ab 1951–1955)

## Beschreibung
Die Beschreibung gilt für den APEXC (nach Dokumenten von 1957).
Der APEXC verfügte über 32 Magnettrommelspeicher, aber weder über RAM noch ROM. Zur Vereinfachung waren sowohl sämtliche Befehle, als auch Operatoren 32 Bit lang. Die Speicheradressen hatten eine Länge von 10 Bit. 
Da es den üblichen Befehlszähler (PC) nicht gab, war die Startadresse des nächsten Befehls in den Befehlen mit enthalten. Es gab lediglich 15 Befehle.
Zur Eingabe diente eine Tastatur mit 32 Tasten oder der Lochstreifen. Die Ausgabe erfolgte über einen Drucker oder ebenfalls per Lochstreifen.

## Emulation
Der APEXC wird unterstützt von dem Emulator M.E.S.S..

## Vorgänger
Der APEXC war nicht der erste Computer, den Andrew Donald Booth schuf. Nach dem ARC (Automatic Relay Computer, 1947–1949), entwickelte er 1949 den SEC (Simple Electronic Computer).